# Willa Gutta
Willa Gutta – rezydencja mieszkalna w stylu modernistycznym zaprojektowana jako dom własny przez warszawskiego architekta Romualda Gutta w latach 1925- 1926. Willę wybudowano przy ul. Józefa Hoene-Wrońskiego 5 w Warszawie, w dzielnicy Śródmieście.

## Historia
Willa została zaprojektowana jako dom własny z pracownią przez Romualda Gutta (polskiego architekta, przedstawiciela modernizmu, profesora Akademii Sztuk Pięknych w Warszawie i Politechniki Warszawskiej). Ogród zaprojektowała architekt krajobrazu Alina Scholtz. Willa zbudowana została z szarej cegły, tak zwanej cegły cementowej, jednego znajbardziej ulubionych materiałów budowlanych Gutta. Willa wyróżnia się swoją modernistyczną architekturą na tle domów sąsiednich w stylu dworkowym na Kolonii Profesorskiej - osiedle w Śródmieściu Warszawy, jest to zespół osiemnastu jednorodzinnych domów własnych architektów i profesorów Wydziału Architektury Politechniki Warszawskiej. Osiedle jest położone przy skarpie wiślanej.
Od 1977 roku willa Gutta została wpisana do rejestru zabytków. 
Obecnie willa ma prywatnego właściciela i w roku 2015 została poddana całkowitej konserwacji.    